# Olbięcin (gromada)
Olbięcin – dawna gromada, czyli najmniejsza jednostka podziału terytorialnego Polskiej Rzeczypospolitej Ludowej w latach 1954–1972.
Gromady, z gromadzkimi radami narodowymi (GRN) jako organami władzy najniższego stopnia na wsi, funkcjonowały od reformy reorganizującej administrację wiejską przeprowadzonej jesienią 1954 do momentu ich zniesienia z dniem 1 stycznia 1973, tym samym wypierając organizację gminną w latach 1954–1972.
Gromadę Olbięcin z siedzibą GRN w Olbięcinie utworzono – jako jedną z 8759 gromad na obszarze Polski – w powiecie kraśnickim w woj. lubelskim na mocy uchwały nr 10 WRN w Lublinie z dnia 5 października 1954. W skład jednostki weszły obszary dotychczasowych gromad Kowalin, Dąbrowa, Liśnik Mały, Olbięcin i Wólka Olbięcka ze zniesionej gminy Trzydnik oraz część miejscowości Spławy z dotychczasowej gromady Spławy-Niziny (granica podziału miejscowości Spławy biegnie zachodnią granicą parcel o Nr. Nr. hip.: kol. Spławy Nr. 7 i kol. Spławy Nr. 14) ze zniesionej gminy Dzierzkowice w tymże powiecie. Dla gromady ustalono 23 członków gromadzkiej rady narodowej.
Gromada przetrwała do końca 1972 roku, czyli do kolejnej reformy gminnej.